# Ricarda Huch
Ricarda Huch (n. 18 iulie 1864, Braunschweig, Confederația Germană – d. 17 noiembrie 1947, Kronberg im Taunus, Bizone⁠(d), Germania sub ocupație aliată; pseudonim: Richard Hugo) a fost o poetă, scriitoare și specialistă în filozofie și istorie germană. 

## Scrieri
- 1893: Amintire lui Ludolf Ursleu cel Tânăr ("Erinnerungen von Ludolf Ursleu dem Jüngeren ")
- 1899: Fra Celeste
- 1899: Înflorirea romantismului ("Blüthezeit der Romantik")
- 1902: Răspândirea și decadența romantismului ("Ausbreitung und Verfall der Romantik")
- 1905: Viața sfântului Wonnebald Pück ("Lebenslaufen des heiligen Wonnebald Pück")
- 1915: Wallenstein.